# Cry Wolf (film, 2005)
Pour les articles homonymes, voir Cry Wolf.
Pour plus de détails, voir Fiche technique et Distribution.
Cry Wolf ou Crier au Loup au Québec, est un film américain réalisé par Jeff Wadlow, sorti en 2005.

## Synopsis
Owen Matthews entre dans une nouvelle école, où ses amis l'initient au "jeu du loup". Ils envoient la rumeur par e-mail qu'un tueur est parmi eux. Mais ils ignorent que ce tueur qu'ils ont imaginé existe vraiment.

## Fiche technique
- Titre original : Cry_Wolf
- Titre québécois : Crier au Loup
- Réalisation : Jeff Wadlow
- Scénario : Beau Bauman et Jeff Wadlow
- Production : Beau Bauman
- Musique : Michael Wandmacher
- Montage : Seth Gordon
- Costume : Alysia Raycraft
- Budget : 1 000 000 $
- Langue : anglais
- Société de production : Hypnotic
- Sociétés de distribution : Universal Pictures, Alliance Atlantis (Canada)
- Caméraman : Romeo Tirone
- Directeur artistique : Julie Smith
- Effets spéciaux : Andrew Carnwath, Keith VanderLaan (Captive Audience), Patrick Clancey, Brad Kalinoski
- Format : couleurs, 35 mm, 2,35:1 (anamorphic)
- Genres : Thriller, horreur
- Dates de sortie :
  - États-Unis : 16 septembre 2005
  - France : 3 février 2007 (Festival de Gérardmer)
- Public :
  -  États-Unis : PG-13 (Parents Strongly Cautioned) (Accord parental recommandé)
  -  France : -12 (interdit aux moins de 12 ans)

## Distribution
- Erica Yates : Becky
- Julian Morris (VQ : Xavier Dolan) : Owen Matthews
- Lindy Booth (VQ : Karine Vanasse) : Dodger
- Jane Beard : Miss McNally
- Gary Cole : Mr. Matthews
- Jared Padalecki (VQ : Philippe Martin) : Tom
- Jesse Janzen (VQ : Martin Watier) : Randall
- Paul James (VF : Yannick Blivet) (VQ : Renaud Paradis) : Lewis
- Sandra McCoy (VF : Caroline Santini) (VQ : Claudia-Laurie Corbeil) : Mercedes
- Ethan Cohn (VQ : Hugolin Chevrette) : Graham
- Kristy Wu (VQ : Stéfanie Dolan) : Regina
- Jon Bon Jovi (VQ : Antoine Durand) : Rich Walker
- Anna Deavere Smith : la doyenne Tinsley

Source et légende : Version québécoise (VQ) sur Doublage Québec.
Source et légende : Version française (VF) sur RS Doublage.

## Autour du film
- En 2002 Jeff Wadlow gagne 1 million dollars au "Chrysler Film Competition" avec son court métrage "The Tower of Babble ". L'argent lui servira pour faire le film.
- Un jeu en réalité alternée avait été organisé par AOL Instant Messenger, ce qui lui a fait de la publicité.